# Prčanj
Prčanj (cyr. Прчањ, wł. Perzagno) – miasto w Czarnogórze, w gminie Kotor. W 2011 roku liczyło 1128 mieszkańców.

## Położenie
Prčanj leży na północno-wschodnim wybrzeżu półwyspu Vrmac, nad Zatoką Kotorską, ok. 5 km od samego Kotoru. Góruje nad nim od południa najwyższy szczyt półwyspu – Sveti Ilija (766 m n.p.m.).

## Historia
Teren ten był zamieszkany już w czasach Cesarstwa Rzymskiego. Od XVI w. była tu osada żeglarzy, których okręty pływały po całym Adriatyku. W miejscowości zachowało się z tych czasów kilka starych, kamiennych domostw. Od początków XVII w. tutejsi armatorzy uzyskali praktycznie monopol na przewóz państwowej i prywatnej poczty Republiki Weneckiej, kładąc tym podstawy pod późniejszą organizację poczty oraz ruchu pasażerskiego w basenie Adriatyku. Ich szybkie statki kursowały regularnie do 1804 r. m.in. na liniach Wenecja – wyspa Korfu oraz Kotor – Zadar. W XVIII i XIX w. istniało w Prčanju kilka prywatnych szkół morskich. Zamożni właściciele statków i kapitanowie budowali tu swoje domostwa w formie rozległych willi i pałacyków, licznie zdobione malowidłami i rzeźbami, wyposażone w piękne meble i bogate biblioteki, oraz fundowali kościoły. Kres prosperity przyniósł koniec XIX w. z dominacją parowców oraz rozwojem linii kolejowych. Jeszcze jednak w latach 50. XX w. w tutejszym porcie cumowało ok. 30 żaglowych jednostek o pojemności po ok. 30 ton każda.

## Współcześnie
Obecnie Prčanj jest mniej znanym ośrodkiem wypoczynkowym nad Zatoką Kotorską. Jego zabudowania ciągną się na długości 4 km wzdłuż zatoki, po obu stronach drogi obiegającej półwysep Vrmac. Wysokie wzgórza półwyspu ograniczają skutecznie nasłonecznienie tutejszych plaż.

## Zabytki
- Wykopaliska z czasów rzymskich.
- Domy XV- i XVI-wieczne, w tym legendarna „Kuća tri sestre”.
- Kościół św. Jovana – gotycki, z XIII w.;
- Kościół św. Anny – gotycki.
- Kościół Gospe od Karmena – barokowy.
- Kościół św. Nikole z klasztorem franciszkanów, przy nabrzeżu – barokowy, z okrągłym oknem nad wejściem (obecnie muzeum).
- Katedra Narodzenia Matki Bożej z lat 1784–1909, największa świątynia nad Zatoką Kotorską.
- Ruiny kościoła św. Toma z I poł. XIV w.